# Auto-Tune
Auto-Tune, (або autotune, укр. автотюн) — аудіопроцесор, представлений у 1997 році американською компанією Antares Audio Technologies. Він використовує запатентований пристрій для вимірювання та зміни висоти звуку під час запису та виконання вокальної та інструментальної музики. Виконуючи свою роль спотворення вокалу, Auto-Tune працює за принципами, відмінними від принципів вокодера або ток-боксу, і дає інші результати.
Auto-Tune спочатку був призначений для маскування або виправлення неточностей, дозволяючи вокальним трекам бути ідеально налаштованими. Пісня Шер 1998 року «Believe» популяризувала техніку використання Auto-Tune для зміни вокалу. У 2018 році музичний критик Саймон Рейнольдс зауважив, що Auto-Tune «зробила революцію в популярній музиці», назвавши його використання для ефектів «модою, яка просто не зникне. Його використання зараз укорінилося більше, ніж будь-коли». 
Auto Tune доступний як плагін для цифрових аудіостанцій, що використовуються в студіях запису, і як автономний пристрій, встановлений у телекомунікаційній стійці для обробки живих виступів. Процесор трохи зміщує висоту звуку до найближчого справжнього, правильного півтону (до точної висоти звуку найближчої ноти в традиційній рівній темперації). Автотюн також може бути використаний як ефект для спотворення людського голосу зі значним збільшенням або зменшенням висоти звуку, і можна почути, як голос переходить від ноти до ноти, що ступила, як на синтезаторі.
З часом автотюн став невід'ємною частиною професійних студій звукозапису. Такі інструменти, як гітара Peavey AT-200, легко використовують технологію автоматичного налаштування для виправлення висоти звуку в режимі реального часу.

## Історія створення

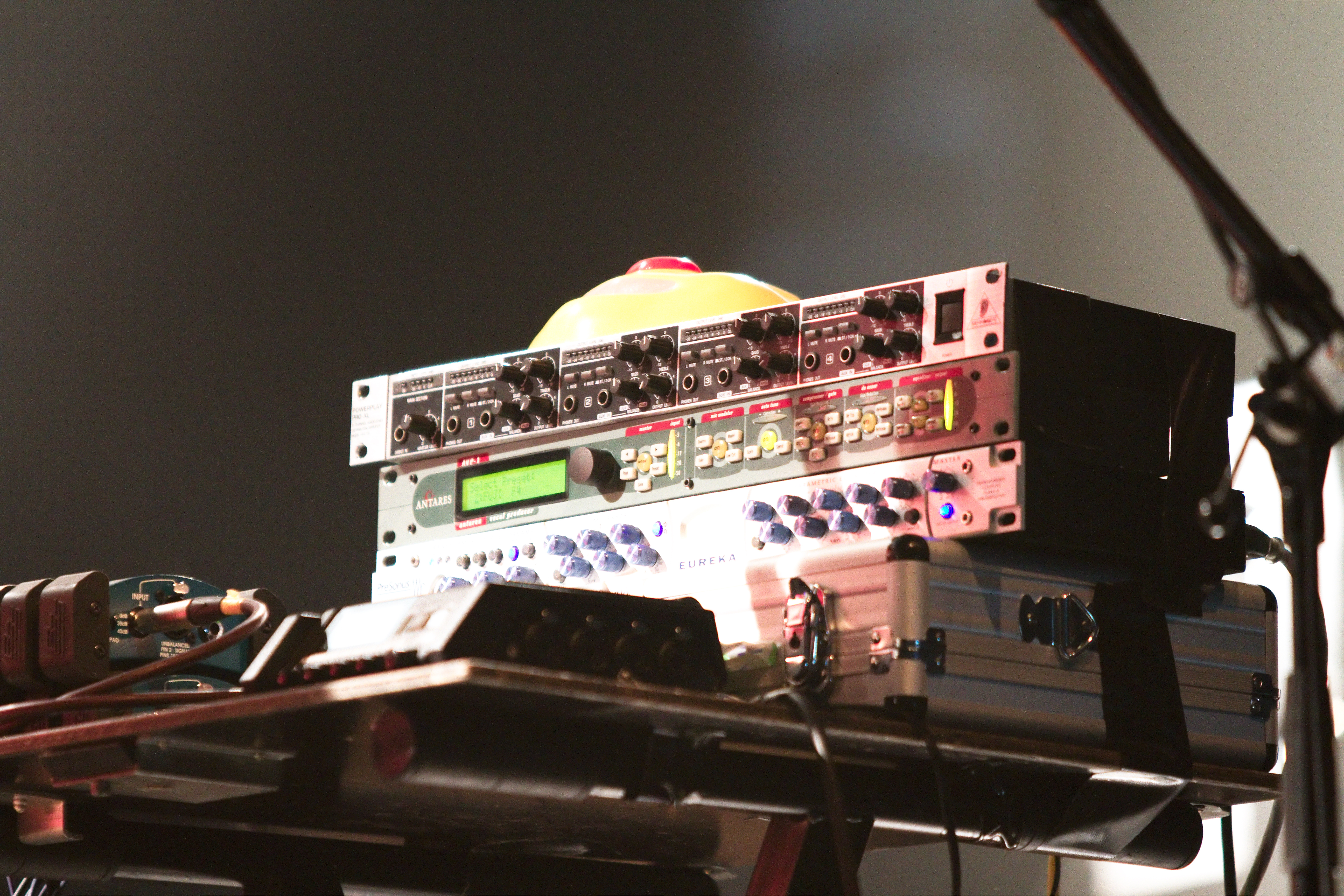
Antares Vocal Processor AVP-1

Auto-Tune був розроблений Енді Хільдебрандом, доктором наук та інженером-дослідником, який спеціалізувався на стохастичній теорії оцінки та обробці цифрових сигналів. Хільдебранд задумав технологію виправлення висоти голосу через пропозицію дружини колеги, яка пожартувала, що за допомогою пристрою вона зможе гарно співати під мелодію.
Протягом декількох місяців на початку 1996 року він реалізував алгоритм на спеціальному комп'ютері Macintosh і представив результат на шоу NAMM пізніше того ж року, де розробка миттєво стала хітом. Метод Хільдебранда для виявлення висоти ноти передбачав використання автокореляції та виявився кращим за попередні спроби, засновані на видобутку функцій, які мали проблеми з обробкою певних аспектів людського голосу, таких як дифтонги, що призводить до звукових артефактів. Музичні інженери раніше вважали автокореляцію непрактичною через необхідні масштабні обчислювальні зусилля, але Хільдебранд знайшов «математичний трюк» для подолання цього.
Спочатку Auto-Tune був розроблений для стримано виправлення неточних інтонацій, щоб зробити музику більш виразною, при цьому оригінальний патент стверджує: «Коли голос чи інструменти не вдаються, емоційні якості виступу втрачаються». Auto Tune був запущений у вересні 1997 року.

## Використання в музиці
Auto-Tune популяризувала пісня Шер «Believe» 1998 року. У той час як Auto-Tune було розроблено для тонкого використання для корекції вокалу, продюсери «Believe» використовували екстремальні налаштування, щоб створити неприродно швидкі виправлення вокалу Шер. Його широко імітували і стали називати «ефектом Шер».
«Believe» не є першою піснею, у якій він використовується. Випущена за два місяці до «Believe» пісня Kid Rock «Only God Knows Why» була першою популярною піснею, яка використовувала ефект автонастроювання, схожий на вокодер, а також використовувала це більшою мірою. Пісня Aphex Twin «Funny Little Man» з його мініальбому «Come To Daddy (EP)» була однією з перших випущених пісень, які використовували автотюн менше ніж через місяць після першого випуску Auto-Tune. За словами Pitchfork, «Too Much of Heaven» 1999 року італійського поп-гурту Eiffel 65 містить «найперший приклад репу з Auto-Tune».
У середині та наприкінці 2000-х років співак T-Pain широко використовував Auto-Tune, ще більше популяризуючи використання ефекту. Він посилався на те, що нью-джек-свінг Тедді Райлі та фанк-виконавець Роджер Траутмен використовували ток-бокс як натхнення для використання Auto-Tune. T-Pain настільки асоціювався з Auto-Tune, що він створив додаток для iPhone, який імітував ефект, і був названий «I Am T-Pain». Згодом, отримавши назву «ефект T-Pain», використання Auto-Tune стало невід’ємною частиною музики кінця 2000-х, де воно використовувалося в інших роботах виконавців хіп-хопу та R&B, зокрема в синглі Snoop Dogg «Sexual Eruption», «Lollipop» Ліл Уейна, а також альбом Каньє Веста 808s & Heartbreak. У 2009 році в хіті Black Eyed Peas «Boom Boom Pow» було використано автотюн, щоб створити футуристичний звук. Використання Auto-Tune у хіп-хопі відродилося в середині 2010-х років, особливо в треп-музиці, коли такі виконавці, як Future, Playboi Carti, Travis Scott і Lil Uzi Vert, використовували автотюн для створення свого фірмового звуку.

## Критика
Противники Auto-Tune стверджували, що він негативно впливає на сприйняття та споживання музики суспільством. У 2004 році музичний критик The Daily Telegraph Ніл МакКормік назвав Auto-Tune «особливо зловісним винаходом, який надає додаткового блиску поп-вокалу з 1990-х років», беручи «погано заспівану ноту та транспонуючи її, ставлячи її в мертву точку». Використання ефекту зірками, такими як Снуп Догг, Ліл Уейн, Брітні Спірс і Шер, широко критикували як ознаку нездатності співати на тональності.
Незважаючи на негатив, деякі критики стверджують, що Auto-Tune відкриває нові можливості в поп-музиці, особливо в хіп-хопі та R&B. Замість того, щоб використовувати її як інструмент для корекції поганого вокалу (для чого вона спочатку була призначена), деякі музиканти навмисно використовують цю технологію для посередництва та посилення свого художнього вираження. Коли дует Daft Punk запитали про використання Auto-Tune у своєму синглі «One More Time», Томас Бангалтер відповів: «Багато людей скаржаться на музикантів, які використовують Auto-Tune. Це нагадує мені пізні 70-ті роки, коли музиканти у Франції намагалися заборонити синтезатор... Чого вони не бачили, так це того, що ви можете використовувати ці інструменти по-новому, а не просто для заміни інструментів, які були раніше».
T-Pain, який знову запровадив використання Auto-Tune як вокального ефекту в поп-музиці у своєму альбомі Rappa Ternt Sanga у 2005 році, сказав: «Мій тато завжди казав мені, що голос будь-якої людини — це лише ще один інструмент, доданий до музики. Був час, коли люди мали семихвилинні пісні, а п’ять з них були просто інструментальними... На мене сильно вплинула епоха 60-х, і я подумав, що міг би просто змінити свій голос на саксофон». Наслідуючи Ті-Пейна, Lil Wayne експериментував із Auto-Tune між своїми альбомами Tha Carter II і Tha Carter III. У той час він був сильно залежним від прометазину кодеїну, і деякі критики бачать Auto-Tune як музичне вираження самотності та депресії.
Альбом 808s & Heartbreak Каньє Веста загалом добре сприйняли критики, і він так само використовував Auto-Tune для зображення душевного болю після смерті його матері. Описуючи альбом, музичний критик Rolling Stone Джоді Розен написав: «Каньє не вміє співати в класичному розумінні, але він і не намагається. T-Pain навчив світ, що Auto-Tune не просто загострює ноти: це художній прийом для посилення вокальної виразності та посилення пафосу... Оцифрований вокал Каньє — це звучання людини, настільки приголомшеної горем, що він став менш ніж людиною».